# もののあはれ
もののあはれ（もののあわれ、物の哀れ）は、平安時代の王朝文学を知る上で重要な文学的・美的理念の一つ。折に触れ、目に見、耳に聞くものごとに触発されて生ずる、しみじみとした情趣や、無常観的な哀愁である。苦悩にみちた王朝女性の心から生まれた生活理想であり、美的理念であるとされている。日本文化においての美意識、価値観に影響を与えた思想である。

## 「もののあはれ」の発見
「もののあはれ」は、江戸時代後期の国学者本居宣長が、著作『紫文要領』や『源氏物語玉の小櫛』などにおいて提唱し、その頂点が『源氏物語』であると規定した。江戸時代には、幕府の保護、奨励した儒教思想に少なからず影響を受けた「勧善懲悪」の概念が浸透し、過去の平安時代の文学に対しても、その儒教的概念や政治理念を前提にして評価され、語られた時期があったが、この本居宣長の「もののあはれ」の発見はそういった介入を否定し、文学作品の芸術的自律性という新しい視点を生み出した。
宣長は、それまで一般的な他の文学作品同様に『源氏物語』が時代時代の思想風土、政治風土に影響されて、その作品の内在的な美的要素からではなく、外在的な価値観や目的意識から読まれてきたことを排し、歌・物語をその内在的な価値で見ようとし、「文芸の自律性」という契沖以来の新しい文芸観に基づいて、『源氏物語』における「もののあはれ」を論じた。
宣長は『源氏物語』の本質を、「もののあはれをしる」という一語に集約し、個々の字句・表現を厳密に注釈しつつ、物語全体の美的価値を一つの概念に凝縮させ、「もののあはれをしる」ことは同時に人の心をしることであると説き、人間の心への深い洞察力を求めた。それは広い意味で、人間と、人間の住むこの現世との関連の意味を問いかけ、「もののあはれをしる」心そのものに、宣長は美を見出した。

## 解釈の一例
ドイツ初期ロマン派の基本的心的態度を、「無限なるものへのあこがれ」と特徴づけ、ニーチェやキルケゴール研究者として知られる和辻哲郎は、宣長の説いた「もののあはれ」論に触れて、「もののあはれをしる」という無常観的な哀愁の中には、「永遠の根源的な思慕」あるいは「絶対者への依属の感情」が本質的に含まれているとも解釈している。

## 無常との関係
自然を愛し諸国放浪した歌人西行（1118～1190年）は、『旅宿月（旅路で野宿して見る月）』と題する歌において、「都にて 月をあはれと おもひしは 数よりほかの すさびなりけり」〈都にいた折に、月を“あはれ”と思っていたのは物の数ではない すさび（遊び，暇つぶし）であった〉と詠んだ。これは西行が、自身が都に住んでいた時に、月を見て、「あはれ」と思ったのは、すさび＝暇つぶしでしかなかったと詠じ、旅路での情景への感動を詠んだ歌である。また、「飽かずのみ 都にて見し 影よりも 旅こそ月は あはれなりけれ」〈飽きることなくいつも都で仰いでいた月よりも、 旅の空でながめる月影こそは、あわれ深く思われる〉という歌もある。
月に「あはれ」を見た西行は、幽玄の境地を拓き、東洋的な「虚空」、無を表現していた。西行と歌の贈答をし、歌物語をしていた明恵は、西行が物語った言として次のように述べている。